# 세계페어바둑 최강위전
세계페어바둑 최강위전(일본어: 世界ペア碁最強位決定戦)은 일본페어바둑협회와 세계페어바둑협회, 세계페어바둑최강위전 실행위원회가 공동주최하는 대회로 '본선'과 '세계페어바둑최강위결정전'으로 진행된다.
2018년 대회는 본선에 개최국 일본 3팀, 한국 2팀, 중국 1팀, 타이완 2팀이 8강 토너먼트로 경쟁한다.(최강위결정전에 진출한 국가의 경우 본선 진출팀이 한팀 줄어든다. 2019년 대회는 본선에 한국 1팀, 중국 2팀이 출전한다.) 또한 이 대회 우승팀은 지난해 페어바둑 월드컵 우승팀인 중국의 커제 9단ㆍ위즈잉 5단 페어와 세계페어바둑 최강위 결정전(마스터스 매치)을 벌인다. 이후 최강위 결정전 승리팀은 다음 대회 최강위 결정전에 진출한다. 개막에 앞서 ‘묘수 풀이 인공지능(AI)’인 ‘판다 선생 챌린지 매치’가 이벤트로 열린다. 챌린지매치의 우승상금은 100만엔이다.

## 대회 규정
- 제한 시간 없이 매수 30초 초읽기를 하며 도중 1분 고려 시간 10회를 사용할 수 있는 TV바둑 아시아 선수권 방식을 적용한다.
- 착수 순서가 틀리면 벌점 3집이 공제된다.

## 상금
- 우승 상금 1,000만엔(한화 약 1억원), 준우승 상금은 200만 엔, 3위 150만 엔, 4위 120만 엔.
- 최강위결정전(마스터스 매치)의 우승 상금 500만엔, 준우승 상금은 200만 엔이다.
- 최강위결정전 타이틀 보유팀 자격으로 출전하는 페어조에게는 500만 엔의 대국료가 지급된다.

## 대회 결과
본선
| 연도 | 우승                           | 준우승                            | 3위                                 | 4위                                   |
| ---- | ------------------------------ | --------------------------------- | ----------------------------------- | ------------------------------------- |
| 2017 | 이야마 유타 九단 · 셰이민 六단 | 박정환 九단 · 최정 七단           | 천스위안 九단 · 헤이자자 七단       | 하네 나오키 九단 · 후지사와 리나 三단 |
| 2018 | 박정환 九단 · 최정 九단        | 천야오예 九단 · 루이나이웨이 九단 | 이야마 유타 九단 · 가토 게이코 六단 | 이치리키 료 八단 · 후지사와 리나 四단 |
| 2019 | 신진서 九단 · 오유진 六단      | 창하오 九단 · 장쉬안 八단         | 미위팅 九단 · 위즈잉 六단           | 천스위안 九단 · 헤이자자 七단         |

세계페어바둑 최강위 결정전
| 회수 | 연도 | 우승                    | 준우승                         |
| ---- | ---- | ----------------------- | ------------------------------ |
| 1    | 2017 | 커제 九단 · 위즈잉 六단 | 이야마 유타 九단 · 셰이민 六단 |
| 2    | 2018 | 박정환 九단 · 최정 九단 | 커제 九단 · 위즈잉 六단        |
| 3    | 2019 | 박정환 九단 · 최정 九단 | 신진서 九단 · 오유진 六단      |

## 같이 보기
- 페어바둑 월드컵